# TD Waterhouse Cup 2004 - Qualificazioni singolare
Le qualificazioni del singolare  del TD Waterhouse Cup 2004 sono state un torneo di tennis preliminare per accedere alla fase finale della manifestazione. I vincitori dell'ultimo turno sono entrati di diritto nel tabellone principale. In caso di ritiro di uno o più giocatori aventi diritto a questi sono subentrati i lucky loser, ossia i giocatori che hanno perso nell'ultimo turno ma che avevano una classifica più alta rispetto agli altri partecipanti che avevano comunque perso nel turno finale.
Le qualificazioni del torneo TD Waterhouse Cup 2004 prevedevano 32 partecipanti di cui 4 sono entrati nel tabellone principale.

## Teste di serie
1. Thomas Johansson (primo turno)
2. Alexander Popp (Qualificato)
3. Antony Dupuis (primo turno)
4. Jeff Morrison (primo turno)

1. Àlex Corretja (primo turno)
2. Kenneth Carlsen (primo turno)
3. Olivier Patience (primo turno)
4. Stefan Koubek (Qualificato)

## Qualificati
1. Stefan Koubek
2. Alexander Popp

1. Kevin Kim
2. K. J. Hippensteel

## Tabellone

### Legenda
| - Q = Qualificato - WC = Wild card - LL = Lucky loser | - ALT = Alternate - SE = Special Exempt - PR = Protected Ranking | - w/o = Walkover - r = Ritirato - d = Squalificato |

### Sezione 1
|  | Primo turno      | Primo turno      | Primo turno      | Primo turno     | Primo turno |  |  | Secondo turno  | Secondo turno   | Secondo turno   | Secondo turno | Secondo turno |   |   | Ultimo turno | Ultimo turno  | Ultimo turno | Ultimo turno | Ultimo turno |  |
|  |                  |                  |                  |                 |             |  |  |                |                 |                 |               |               |   |   |              |               |              |              |              |  |
|  |                  | Daniel Elsner    | Daniel Elsner    | 6               | 7           |  |  |                |                 |                 |               |               |   |   |              |               |              |              |              |  |
|  | 1                | Thomas Johansson | Thomas Johansson | 4               | 6           |  |  | Daniel Elsner  | Daniel Elsner   | 3               | 6             | 6             |   |   |              |               |              |              |              |  |
|  | Raemon Sluiter   | Raemon Sluiter   | Raemon Sluiter   | 6               | 6           |  |  | Raemon Sluiter | Raemon Sluiter  | 6               | 4             | 3             |   |   |              |               |              |              |              |  |
|  | Michael Kohlmann | Michael Kohlmann | Michael Kohlmann | 3               | 1           |  |  |                |                 |                 |               |               |   |   |              | Daniel Elsner | 2            | 6            | 65           |  |
|  | Gilles Elseneer  | Gilles Elseneer  | 5                | 7               | 6           |  |  |                |                 | 8               | Stefan Koubek | 6             | 2 | 7 |              |               |              |              |              |  |
|  | Andres Pedroso   | Andres Pedroso   | 7                | 68              | 1           |  |  |                | Gilles Elseneer | Gilles Elseneer | 3             | 2             |   |   |              |               |              |              |              |  |
|  | 8                | Stefan Koubek    | Stefan Koubek    | Stefan Koubek   | 7           |  |  | 8              | Stefan Koubek   | Stefan Koubek   | 6             | 6             |   |   |              |               |              |              |              |  |
|  |                  | Thierry Ascione  | Thierry Ascione  | Thierry Ascione | 5r          |  |  |                |                 |                 |               |               |   |   |              |               |              |              |              |  |

### Sezione 2
|  | Primo turno    | Primo turno        | Primo turno        | Primo turno | Primo turno |  |  | Secondo turno | Secondo turno  | Secondo turno  | Secondo turno | Secondo turno |   |   | Ultimo turno | Ultimo turno   | Ultimo turno   | Ultimo turno | Ultimo turno |  |
|  |                |                    |                    |             |             |  |  |               |                |                |               |               |   |   |              |                |                |              |              |  |
|  | 2              | Alexander Popp     | Alexander Popp     | 6           | 6           |  |  |               |                |                |               |               |   |   |              |                |                |              |              |  |
|  |                | John-Paul Fruttero | John-Paul Fruttero | 3           | 1           |  |  | 2             | Alexander Popp | Alexander Popp | 6             | 6             |   |   |              |                |                |              |              |  |
|  | Bruno Soares   | Bruno Soares       | Bruno Soares       | 6           | 6           |  |  |               | Bruno Soares   | Bruno Soares   | 2             | 3             |   |   |              |                |                |              |              |  |
|  | Justin Fox     | Justin Fox         | Justin Fox         | 1           | 1           |  |  |               |                |                |               |               |   |   | 2            | Alexander Popp | Alexander Popp | 6            | 6            |  |
|  | Olivier Mutis  | Olivier Mutis      | Olivier Mutis      | 6           | 6           |  |  |               |                |                | Olivier Mutis | Olivier Mutis | 3 | 2 |              |                |                |              |              |  |
|  | Bryan Koniecko | Bryan Koniecko     | Bryan Koniecko     | 2           | 4           |  |  | Olivier Mutis | Olivier Mutis  | Olivier Mutis  | 7             | 6             |   |   |              |                |                |              |              |  |
|  |                | Harsh Mankad       | Harsh Mankad       | 6           | 6           |  |  | Harsh Mankad  | Harsh Mankad   | Harsh Mankad   | 5             | 4             |   |   |              |                |                |              |              |  |
|  | 7              | Olivier Patience   | Olivier Patience   | 2           | 3           |  |  |               |                |                |               |               |   |   |              |                |                |              |              |  |

### Sezione 3
|  | Primo turno          | Primo turno          | Primo turno          | Primo turno | Primo turno |  |  | Secondo turno      | Secondo turno      | Secondo turno   | Secondo turno | Secondo turno |   |   | Ultimo turno    | Ultimo turno    | Ultimo turno | Ultimo turno | Ultimo turno |  |
|  |                      |                      |                      |             |             |  |  |                    |                    |                 |               |               |   |   |                 |                 |              |              |              |  |
|  |                      | Richard Gasquet      | Richard Gasquet      | 6           | 6           |  |  |                    |                    |                 |               |               |   |   |                 |                 |              |              |              |  |
|  | 3                    | Antony Dupuis        | Antony Dupuis        | 4           | 4           |  |  | Richard Gasquet    | Richard Gasquet    | Richard Gasquet | 6             | 6             |   |   |                 |                 |              |              |              |  |
|  | Nenad Zimonjić       | Nenad Zimonjić       | Nenad Zimonjić       | 6           | 6           |  |  | Nenad Zimonjić     | Nenad Zimonjić     | Nenad Zimonjić  | 4             | 4             |   |   |                 |                 |              |              |              |  |
|  | Eric Taino           | Eric Taino           | Eric Taino           | 3           | 4           |  |  |                    |                    |                 |               |               |   |   | Richard Gasquet | Richard Gasquet | 2            | 6            | 2            |  |
|  | Kevin Kim            | Kevin Kim            | Kevin Kim            | 6           | 6           |  |  |                    |                    | Kevin Kim       | Kevin Kim     | 6             | 3 | 6 |                 |                 |              |              |              |  |
|  | Daniel Montes De Oca | Daniel Montes De Oca | Daniel Montes De Oca | 0           | 3           |  |  | Kevin Kim          | Kevin Kim          | 2               | 6             | 6             |   |   |                 |                 |              |              |              |  |
|  |                      | Alex Bogomolov Jr.   | Alex Bogomolov Jr.   | 6           | 7           |  |  | Alex Bogomolov Jr. | Alex Bogomolov Jr. | 6               | 3             | 2             |   |   |                 |                 |              |              |              |  |
|  | 6                    | Kenneth Carlsen      | Kenneth Carlsen      | 4           | 65          |  |  |                    |                    |                 |               |               |   |   |                 |                 |              |              |              |  |

### Sezione 4
|  | Primo turno            | Primo turno            | Primo turno            | Primo turno | Primo turno |  |  | Secondo turno          | Secondo turno          | Secondo turno    | Secondo turno | Secondo turno |   |   | Ultimo turno      | Ultimo turno      | Ultimo turno | Ultimo turno | Ultimo turno |  |
|  |                        |                        |                        |             |             |  |  |                        |                        |                  |               |               |   |   |                   |                   |              |              |              |  |
|  |                        | K. J. Hippensteel      | K. J. Hippensteel      | 6           | 7           |  |  |                        |                        |                  |               |               |   |   |                   |                   |              |              |              |  |
|  | 4                      | Jeff Morrison          | Jeff Morrison          | 3           | 5           |  |  | K. J. Hippensteel      | K. J. Hippensteel      | 4                | 7             | 6             |   |   |                   |                   |              |              |              |  |
|  | Guillermo García López | Guillermo García López | Guillermo García López | 6           | 7           |  |  | Guillermo García López | Guillermo García López | 6                | 6(0)          | 2             |   |   |                   |                   |              |              |              |  |
|  | Filip Prpic            | Filip Prpic            | Filip Prpic            | 0           | 5           |  |  |                        |                        |                  |               |               |   |   | K. J. Hippensteel | K. J. Hippensteel | 6            | 63           | 6            |  |
|  | Jaymon Crabb           | Jaymon Crabb           | Jaymon Crabb           | 6           | 6           |  |  |                        |                        | Jaymon Crabb     | Jaymon Crabb  | 1             | 7 | 3 |                   |                   |              |              |              |  |
|  | Mashiska Washington    | Mashiska Washington    | Mashiska Washington    | 3           | 2           |  |  | Jaymon Crabb           | Jaymon Crabb           | Jaymon Crabb     | 6             | 6             |   |   |                   |                   |              |              |              |  |
|  |                        | Marcus Sarstrand       | 3                      | 6           | 6           |  |  | Marcus Sarstrand       | Marcus Sarstrand       | Marcus Sarstrand | 3             | 1             |   |   |                   |                   |              |              |              |  |
|  | 5                      | Àlex Corretja          | 6                      | 3           | 4           |  |  |                        |                        |                  |               |               |   |   |                   |                   |              |              |              |  |